# Crumpet
Un crumpet es una especie de pastel elaborado con harina y levadura. En algunas partes del Reino Unido se suele usar el término "Pikelet" en vez de "crumpet" para referirse a éste.
Se puede ver servido en diferentes partes del Reino Unido, así como en algunos países de la Commonwealth. En Escocia el término se emplea para una pasta de té, que se elabora con los mismos ingredientes que el "Scotch pancake" y a veces se confunde con él.

## Etimología
El término data de 1694 y puede hacer referencia a los bollos crumpled o curled-up (enrollados), y quizás posea una raíz Celta relacionada con el Bretón krampoez que significa "delgado, fino" y guarda semejanza al galés crempog, una especie de pancake. Como muchos ingleses tienen raíces germánicas, otra posible raíz etimológica de esta palabra procede de la palabra alemana krumm (krump, krum) que significa "trozos".